# 旅はおしゃれに
旅はおしゃれに（たびはおしゃれに）は、NHK総合テレビで1987年1月2日に放送されたテレビドラマ。

## 概要
離婚を決意した妻が夫を陥れる為、知人の女子大生に浮気旅行のアルバイトを依頼するストーリー。新田恵利の初出演ドラマである。

## 出演者
中沢真美
演 - 新田恵利
吉井久美子
演 - 若尾文子
松本公彦
演 - 岡田眞澄
吉井士郎
演 - 小林稔侍
るり子
演 - 真野あずさ
野本照子
演 - 白川由美
| - 布施博 - 堀江しのぶ - 矢島健一 - 貴倉良子 | - 布施真穂 - 井上裕季子 - 加藤治 - 笹井吉太郎 | - 長野晴美 - 上条伊津子 - 斎藤千秋 - 酒井麻吏 | - 立浪会 - 劇団いろは - 鳳プロ |

## スタッフ
- 脚本 - 布勢博一
- 音楽 - 三枝成章
- 制作 - 高橋康夫
- 美術 - 岡本忠士
- 効果 - 村田幸治
- 技術 - 田村博、竹内信博
- 記録・編集 - 井上紀美子
- 照明 - 五十嵐義之
- 撮影 - 吉野照久
- 音声 - 鈴木清人
- 演出 - 岡本憙侑
- 企画・制作 - NHK

## 放送日程
- NHK総合テレビ 1987年1月2日 19:15 - 21:15
- NHK BS2 1987年2月22日 22:00 - 1987年2月23日 0:00